# Скинтея (Ясси)
Скинтея (рум. Scânteia) — село у повіті Ясси в Румунії. Адміністративний центр комуни Скинтея.
Село розташоване на відстані 299 км на північ від Бухареста, 26 км на південь від Ясс.

## Населення
За даними перепису населення 2002 року у селі проживали 1669 осіб, з них 1668 осіб (99,9%) румунів. Усі жителі села рідною мовою назвали румунську.

## Галерея

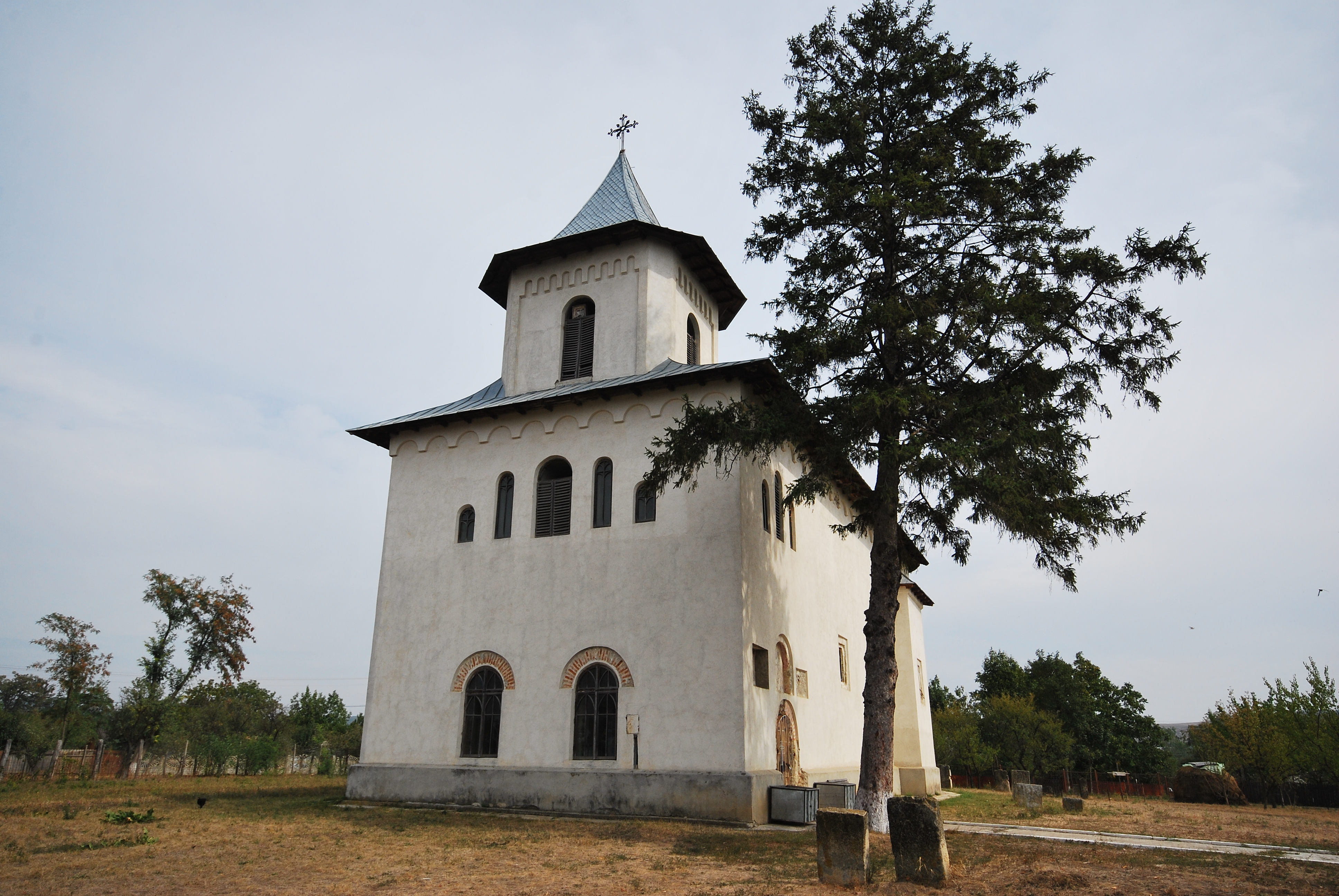
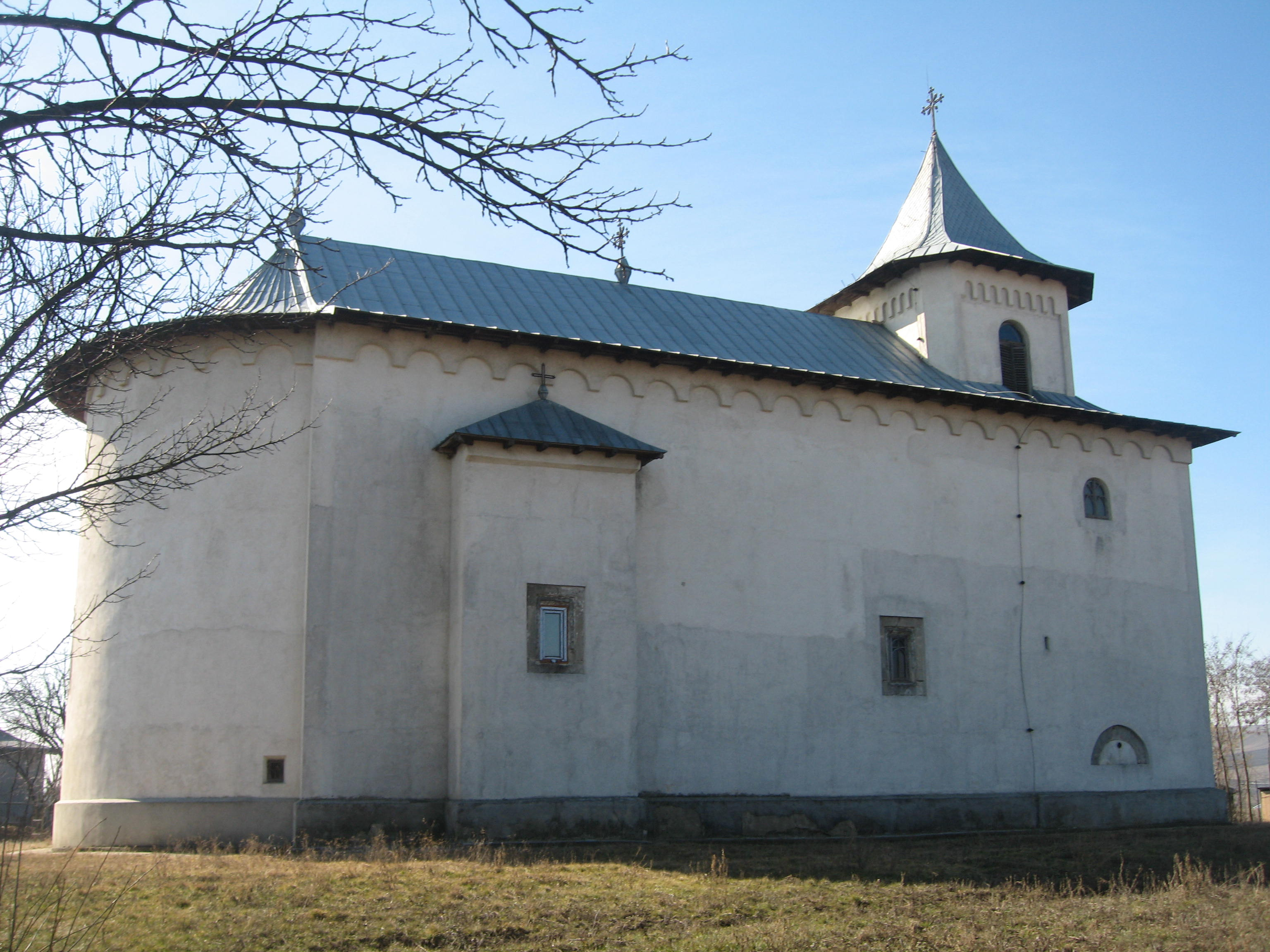
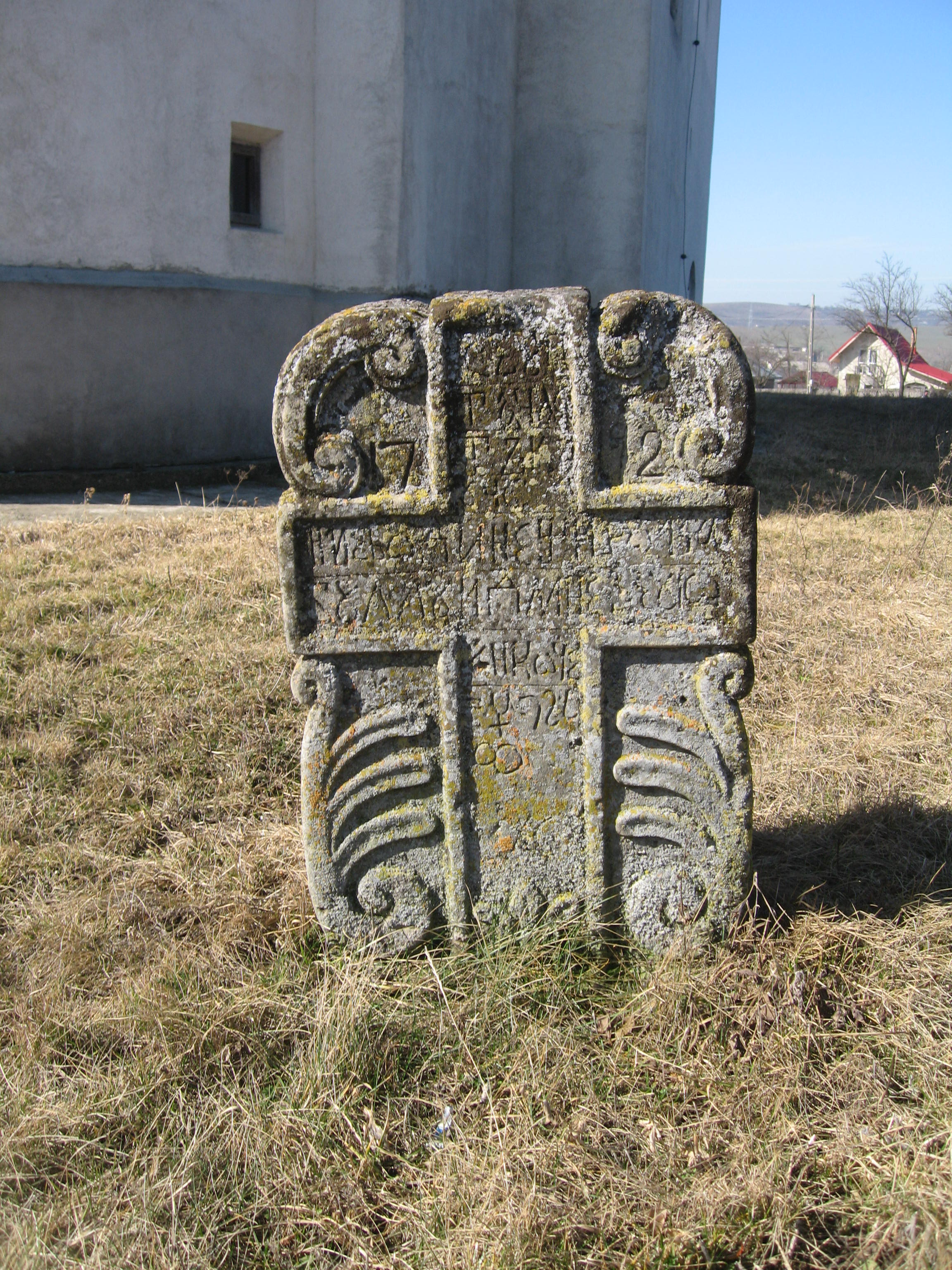
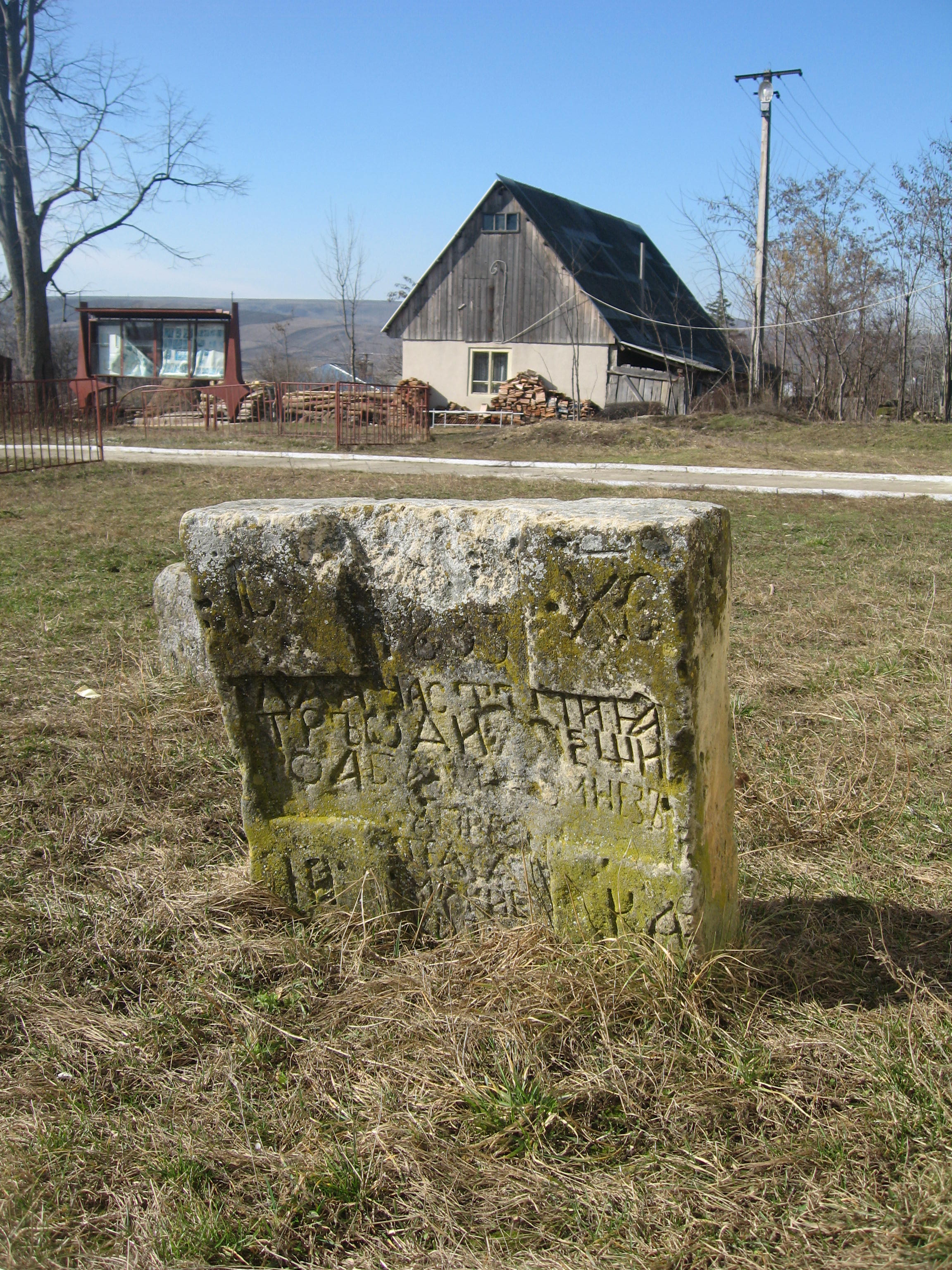